# Kōchi
Kōchi (高知市?, Kōchi-shi) è una città del Giappone, capoluogo dell'omonima prefettura.